# Wilbur Olin Atwater
Wilbur Olin Atwater (Johnsburg,3 de mayo de 1844-22 de septiembre de 1907) fue un químico estadounidense conocido por sus estudios de nutrición humana y metabolismo, considerado el padre de la investigación y enseñanza de la nutrición moderna. Se le atribuye el desarrollo del sistema Atwater, que sentó las bases de la ciencia de la nutrición en Estados Unidos e inspiró la nutrición olímpica moderna.
Atwater fue director de la primera Estación Experimental Agrícola de los Estados Unidos en la Universidad Wesleyana en Middletown, Connecticut, y fue el primer jefe de investigación sobre nutrición del Departamento de Agricultura de los Estados Unidos.

## Primeros años
Atwater nació en Johnsburg, Nueva York, hijo de William Warren Atwater, ministro episcopaliano metodista, defensor de la templanza y bibliotecario de la Facultad de Derecho de Yale, y de Eliza (Barnes) Atwater. Creció y pasó gran parte de su vida en Nueva Inglaterra. Optó por no luchar en la Guerra de Secesión estadounidense y, en su lugar, cursó sus estudios universitarios, primero en la Universidad de Vermont y luego en la Universidad Wesleyana en Connecticut, donde completó su formación general en 1865. Durante los tres años siguientes, Atwater fue profesor en varias escuelas y, en 1868, se matriculó en la Escuela Científica de Sheffield de la Universidad de Yale, donde estudió química agrícola con William Henry Brewer y Samuel William Johnson. Durante su estancia en Yale, trabajó a tiempo parcial como ayudante de Johnson analizando fertilizantes para determinar su contenido mineral específico; también realizó el primer análisis químico de alimentos o piensos en Estados Unidos. Se doctoró en 1869 en química agrícola, su tesis se tituló The Proximate Composition of Several Types of American Maize, en ella utilizó variaciones del sistema de análisis aproximado para analizar cuatro variedades de maíz. Posteriormente, continuó su formación durante los dos años siguientes en Leipzig y Berlin, donde estudió química fisiológica y se familiarizó con las estaciones de experimentación agrícola de Europa. Durante su estancia, Atwater estudió con el fisiólogo y dietista alemán Carl von Voit y trabajó junto al alumno de Voit, Max Rubner. Atwater pasó un tiempo viajando por Escocia, Roma y Nápoles; en su viaje escribió artículos sobre sus observaciones para los periódicos locales de los lugares donde había vivido en Estados Unidos. En 1871, regresó a Estados Unidos para enseñar química en la East Tennessee University y al año siguiente se trasladó al Maine State College.
Allí conoció a Marcia Woodard (1851-1932) de Bangor, Maine, hija de Abram Woodard. Se casaron en 1874 y en 1876 nació su hija Helen y en 1885 su hijo Charles.

## Carrera

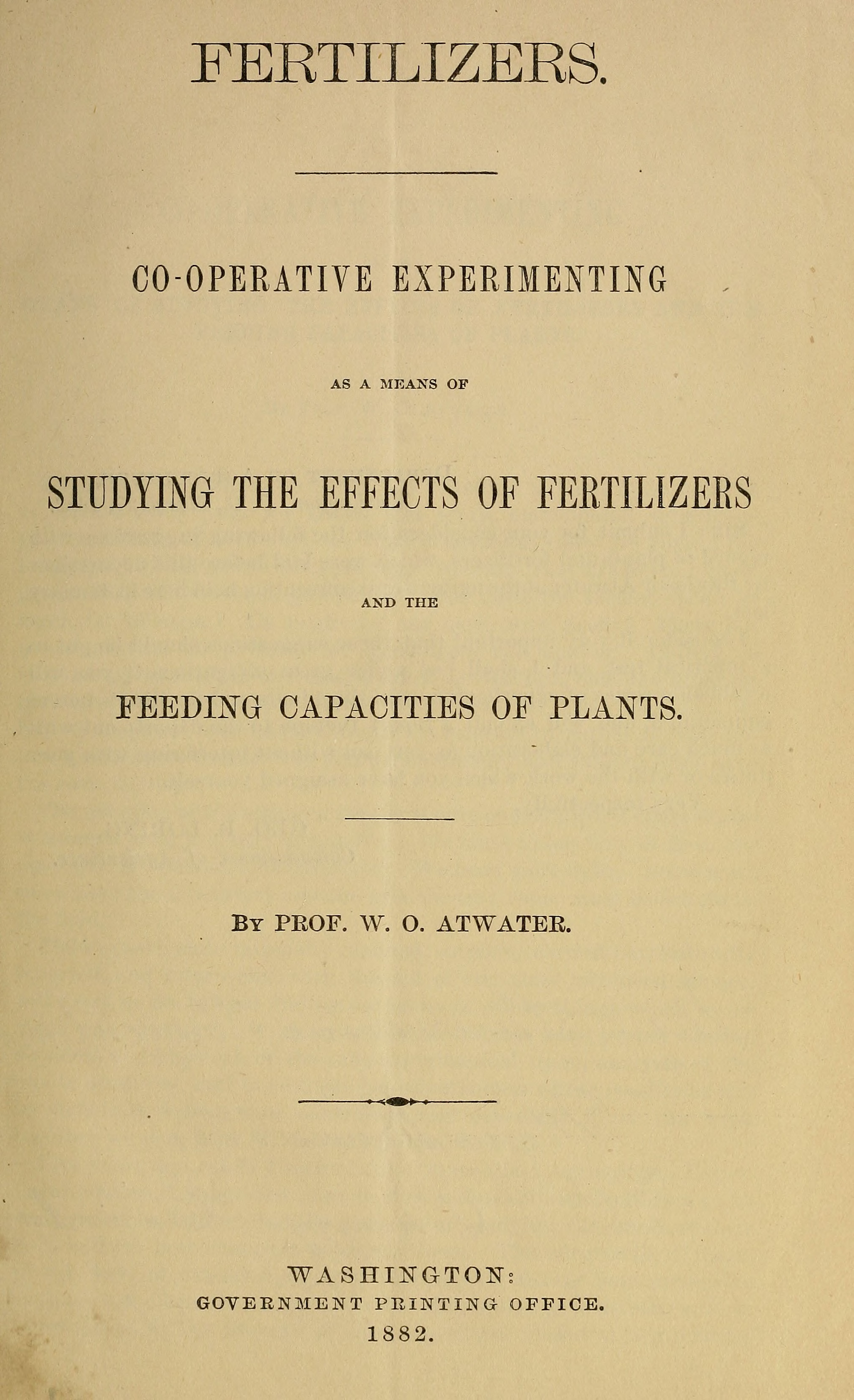
Fertilizers, 1882

Wilbur Atwater regresó a Wesleyan como profesor de química en 1873 y permaneció allí hasta su muerte en 1907. Tanto él como su mentor de Yale, Samuel Johnson, eran partidarios de traer a Estados Unidos organizaciones similares a las estaciones de experimentación agrícola que veían en Europa. Atwater incluso describió las estaciones de experimentación agrícola alemanas en un informe de 1875 al Departamento de Agricultura. Para persuadir a la legislatura de Connecticut de que asignara dinero para una estación, Orange Judd donó fondos y Wesleyan ofreció instalaciones de laboratorio y los servicios de Atwater a tiempo parcial. Gracias a su trabajo y a una contribución de 5.600 dólares de la legislatura de Connecticut para un periodo de prueba de dos años, se creó la primera estación experimental agrícola de Estados Unidos. Actuó como administrador del ensayo desde 1875 hasta 1877, con una investigación inicial centrada en los fertilizantes. Antes de que finalizara el periodo de prueba de dos años, la legislatura de Connecticut acordó la financiación regular de la estación, pero decidió trasladar la estación experimental permanente de Connecticut a la Escuela Científica de Sheffield en Yale, con Samuel Johnson como primer director. Durante este tiempo, escribió numerosos artículos para publicaciones científicas en los que detallaba sus investigaciones y descubrimientos en química fisiológica y agrícola y sobre las investigaciones que se realizaban en el extranjero (concretamente en Alemania). Muchos de sus artículos aparecieron en una columna llamada "Ciencia aplicada a la agricultura", en la que se hablaba sobre todo de los fertilizantes agrícolas en el American Agriculturalist de Orange Judd.
Durante la fase inicial de la primera estación experimental, Atwater amplió su programa de fertilizantes y comenzó a estudiar y experimentar con el crecimiento y la composición de los cultivos de campo. La investigación de los cultivos de campo continuó incluso después de que cesara la apropiación en una granja cercana; Atwater se interesó especialmente por el metabolismo de las plantas y fue uno de los primeros investigadores en aportar pruebas de que las legumbres asimilan el nitrógeno del aire. A medida que sus experimentos y logros se daban a conocer, se solicitaba la ayuda de Atwater para diversos proyectos. De 1879 a 1882, realizó amplios estudios sobre la alimentación humana por encargo de la Comisión de Pesca de los Estados Unidos y del Instituto Smithsoniano. En 1879, la Comisión de Pesca de los Estados Unidos ofreció a Atwater fondos para estudiar la composición y el valor nutricional de las especies norteamericanas de peces e invertebrados. Durante el curso 1882-1883, se tomó una licencia en Wesleyan para estudiar la digestibilidad del pescado magro con von Voit en Alemania. Juntos descubrieron que el pescado era comparable a la carne de vacuno magra; durante este tiempo se dio cuenta de cómo los científicos alemanes estaban estudiando la nutrición y esperaba llevar una investigación similar a los Estados Unidos a su regreso. En 1885, la primera serie de estudios de Atwater sobre guisantes cultivados en solución nutritiva se publicó en el American Chemical Journal. Ese mismo año, la Oficina de Estadísticas del Trabajo de Massachusetts le solicitó un estudio de los datos que había recogido sobre la compra de alimentos por parte de las familias. En el estudio, calculó los suministros diarios per cápita de hidratos de carbono, grasas y proteínas que ofrecían los datos y, teniendo en cuenta los datos de costes incluidos, hizo recomendaciones sobre cómo podían elegirse dietas más económicas, sin dejar de tener un valor nutricional adecuado. El informe que preparó se incluyó en el Informe Anual de la Oficina de 1886.
Durante todo este tiempo, Atwater siguió haciendo campaña y apoyando la expansión de las estaciones experimentales agrícolas estatales. Debido a sus investigaciones en Europa y a su experiencia con las estaciones experimentales europeas financiadas por el gobierno, Atwater y Johnson se habían convertido en consultores del USDA y en promotores de la investigación agrícola regulada y financiada por el gobierno federal. Atwater incluso había comenzado a escribir en las publicaciones del USDA en apoyo de la adopción del modelo europeo de laboratorios científicos en las estaciones experimentales nacionales. Para 1885, Atwater y Johnson habían comenzado a asesorar al Congreso y al presidente Grover Cleveland sobre la creación de estaciones de experimentación en los colegios de concesión de tierras creados a través de la Ley Morrill en 1862. En 1887 se aprobó la Ley Hatch, que otorgaba fondos federales (15.000 dólares cada uno) a las universidades de concesión de tierras para crear estaciones de experimentación. Con la aprobación de esta ley,r fue nombrado director de la segunda estación experimental agrícola de Connecticut, que se estableció en el Storrs Agricultural College, y allí estuvo hasta 1892. Al año siguiente, se creó la Oficina de Estaciones Experimentales como medio para supervisar y evaluar los experimentos y actividades de las estaciones; Atwater fue elegido como primer director. Aceptó el cargo con la condición de poder mantener tanto su cátedra como su puesto de director en la nueva estación experimental agrícola de Storrs. Atwater pasaba unos ocho meses del año en Washington y tenía ayudantes que le sustituían en sus otros cargos durante su ausencia.
Atwater consideraba que su misión como director de la Oficina de Estaciones Experimentales era "reunir a las estaciones de todo el país, unificar su trabajo y ponerlas en comunicación con el gran mundo de la ciencia". Inmediatamente creó una revista, el Experiment Station Record, que debía ser un medio para mantener a las estaciones al corriente de las investigaciones científicas que realizaban sus colegas y los científicos del extranjero. Atwater dejó claro que la publicación debía ser una colección de artículos científicos y no una plataforma para intercambiar consejos agrícolas. La publicación era un medio para que las estaciones de la Ley Hatch informaran de sus investigaciones al USDA, al tiempo que hacían responsables a los científicos de unas normas concretas de investigación e información. Al mismo tiempo, Farmers' Bulletins se crearon para ofrecer a los agricultores una presentación fácil de leer y comprender de los hallazgos de las estaciones de investigación agrícola y otras instituciones científicas. Su papel como director le permitió orientar la investigación de las estaciones de experimentación agrícola hacia métodos científicos y experimentales.

## Investigación e innovación en nutrición
A lo largo de su carrera, Atwater se había interesado por los estudios de nutrición humana; tras realizarlos por encargo de la Comisión de Pesca de Estados Unidos y del Instituto Smithsoniano, había continuado con la investigación sobre nutrición humana y la estación experimental de Storrs se hizo conocida por sus estudios nutricionales. Una vez creada la estación de Storrs, Atwater y sus colegas comenzaron a realizar y publicar estudios sobre la composición química de los alimentos. En 1891, dimitió como director de la Oficina de Estaciones Experimentales para volver a Storrs y centrarse exclusivamente en la investigación sobre nutrición. Tras su dimisión, fue nombrado agente especial a cargo de los programas de nutrición. A través de este cargo organizó amplios análisis de alimentos, estudios dietéticos, experimentos sobre la digestibilidad de los alimentos, investigaciones sobre las necesidades energéticas utilizando sujetos humanos y estudios sobre el coste y la economía del uso y la producción de alimentos. En 1894, recibió su primera asignación del Congreso, destinada a su laboratorio para la investigación de la nutrición humana. Los estudios de Atwater durante esta época se utilizaron para crear normas dietéticas. Basaba las normas en ingestas medias, pero no las consideraba cuantitativamente precisas; lógicamente, variaban en función de la edad, el sexo y el nivel de actividad, pero subrayaba que no eran estudios metabólicos.

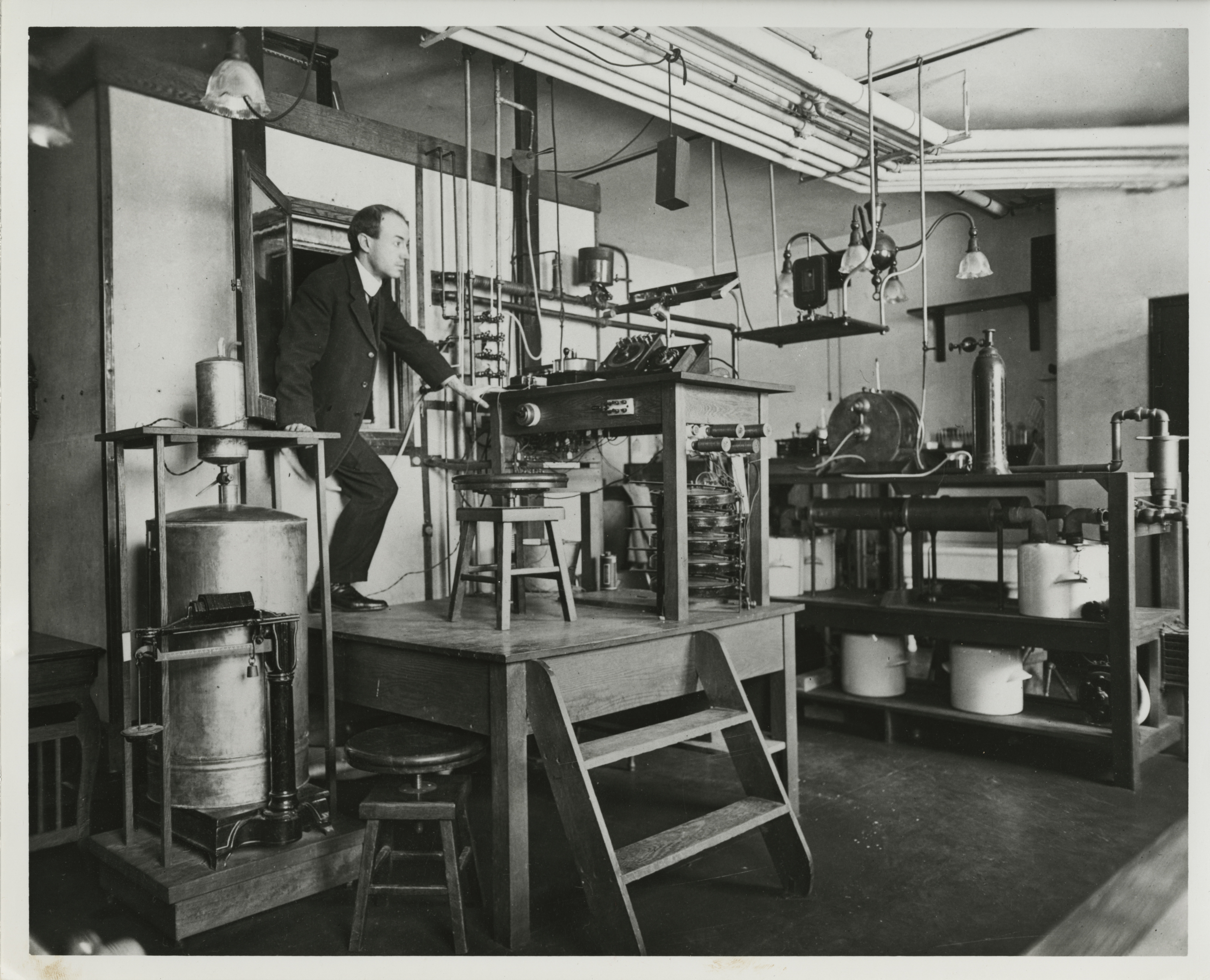
Subject exits respirator calorimeter in Atwater's laboratory. Courtesy of Special Collections, U.S. National Agricultural Library

Continuó realizando estudios metabólicos relacionados con las normas dietéticas, basándose en las observaciones de su trabajo con Voit, que había utilizado un calorímetro de respiración Rubner para realizar experimentos similares en animales pequeños. Junto con Charles Ford Langworthy, recopiló un compendio de cerca de 3.600 experimentos metabólicos como manual para la investigación que llevarían a cabo. Atwater pasó a trabajar con el físico Edward Bennett Rosa y el nutricionista Francis Gano Benedict para diseñar el primer calorímetro directo lo suficientemente grande como para albergar a sujetos humanos durante un periodo de días. El calorímetro, o aparato de respiración humana, se construyó para medir con precisión la energía proporcionada por los alimentos. Atwater quería utilizarlo para estudiar y comparar el contenido de nutrientes de diferentes alimentos y cómo el cuerpo humano consume esos nutrientes en diversas condiciones de reposo y trabajo. El calorímetro medía el metabolismo humano analizando el calor producido por una persona que realizaba determinadas actividades físicas; en 1896 comenzaron el primero de lo que se acumularía en cerca de 500 experimentos. A través de sus experimentos, lograron crear un sistema –que se conoció como el Sistema Atwater–, para medir la energía en unidades, conocidas como calorías alimentarias. Con la máquina se podía cuantificar la dinámica del metabolismo y medir la relación entre la ingesta de alimentos y la producción de energía. "Los experimentos se hacen con un hombre dentro de una cabina, o cámara de respiración, como se llama. En realidad, se trata de una caja de cobre incrustada en paredes de zinc y madera. En esta cámara vive, come, bebe, trabaja, descansa y duerme. Hay un suministro constante de aire fresco para la ventilación. La temperatura se mantiene en el punto más agradable para el ocupante. Dentro de la cámara hay un pequeño catre plegable, una silla y una mesa. Durante el día, la cama se pliega y se coloca a un lado, de modo que el hombre pueda sentarse en la mesa o caminar de un lado a otro. Sin embargo, su paseo es limitado, ya que la cámara tiene 7 pies de largo, 4 pies de ancho y 6 pies de alto. La comida y la bebida se introducen en la cámara a través de una abertura que sirve también para la eliminación de los productos excretores sólidos y líquidos, y para la entrada y salida de materiales de aseo, libros y otras cosas necesarias para la comodidad y el confort". Sus investigaciones se basaron en la primera ley de la termodinámica, teniendo en cuenta que la energía puede transformarse pero no puede crearse ni destruirse, a pesar de que en aquella época se creía que la ley sólo se aplicaba a los animales porque el ser humano era único. Experimentos anteriores sobre la ingesta y el gasto de calorías habían demostrado que la primera ley se aplicaba a los animales y los hallazgos de Atwater demostraron que la ley se aplicaba también a los humanos. A través de los experimentos demostró que cualquier cantidad de energía consumida por los humanos que no podía ser utilizada se almacenaba en el cuerpo.
Gracias a los estudios de calorimetría, se tomó mayor conciencia de la caloría alimentaria como unidad de medida tanto del consumo como del metabolismo. Atwater informó sobre el peso de la caloría como medio para medir la eficiencia de una dieta y que diferentes tipos de alimentos producían diferentes cantidades de energía. Gracias a sus investigaciones, pudo demostrar que las calorías procedentes de distintas fuentes podían afectar al organismo de forma diferente y, a su vez, publicó tablas que comparaban las calorías de diversos alimentos.
Atwater también estudió el efecto del alcohol en el cuerpo. Sus hallazgos demostraron que los seres humanos generaban calor con el alcohol del mismo modo que con los hidratos de carbono. En una época en la que la Scientific Temperance Federation y la Unión Cristiana de Mujeres por la Templanza dudaban del valor nutricional del alcohol, Atwater demostró que el alcohol podía oxidarse en el cuerpo y utilizarse hasta cierto punto como combustible. La información obtenida de los experimentos de Atwater fue utilizada por el comercio de licores para la promoción del alcohol. "[Atwater] era muy prominente en el movimiento de la templanza, y cada año daba una conferencia a los estudiantes sobre la templanza y trataba de promover [la abstención del alcohol]", ... "Siendo un buen científico, informó de los datos y le molestó mucho que las empresas de alcohol utilizaran su investigación" para publicitar sus productos.

## Muerte y legado
En 1904, Atwater sufrió un derrame cerebral y no pudo trabajar hasta su muerte en 1907. Está enterrado en el cementerio cementerio Indian Hill en Middletown, Connecticut.
Durante su declive, el programa de la Wesleyan continuó a través de sus asociados. Su colaboradora y sucesora, Frances Benedict, continuó su trabajo y ayudó a establecer un Laboratorio de Nutrición en Boston con financiación del Instituto Carnegie. Inicialmente, la financiación estaba destinada a construir un nuevo laboratorio para Atwater y a financiar su trabajo continuado; sin embargo, al darse cuenta de que no volvería, los fondos se transfirieron al proyecto del laboratorio de Boston. Benedict continuó el trabajo de Atwater y utilizó el calorímetro respiratorio para seguir midiendo el metabolismo y otros procesos corporales. Benedict estudió las diferentes tasas de metabolismo de los bebés nacidos en dos hospitales de Massachusetts, los atletas, los estudiantes, los vegetarianos, los mayas que vivían en Yucatán y los adultos normales. Incluso desarrolló un calorímetro lo suficientemente grande como para albergar a doce niñas exploradoras durante un largo periodo de tiempo. Su mayor mejora fue la invención de calorímetros de respiración de campo portátiles. En 1919, Francis Benedict publicó un informe de estándares metabólicos con extensas tablas basadas en la edad, el sexo, la altura y el peso.
El legado de Atwater perdura no sólo en el campo de la nutrición, sino también en el trabajo de las estaciones de experimentación agrícola. Tanto él como Johnson son considerados responsables de centrar el papel de las estaciones de experimentación en el estudio científico al servicio del público, y las tablas y fórmulas que Atwater creó gracias a sus investigaciones siguen utilizándose hoy en día. "Sus minuciosos estudios sobre nutrición y los que le siguieron ayudaron a impulsar políticas federales que han hecho mucho por aliviar el hambre infantil. Vemos reflejos de su influencia en las etiquetas de los productos de nuestras tiendas de comestibles, y estamos empezando a ver información nutricional en los menús de los restaurantes. La conocida pirámide alimenticia de hoy, una guía visual rápida y sencilla de la ingesta diaria recomendada de alimentos, es un homenaje a Atwater y sus sucesores". La hija de Atwater, Helen W. Atwater, fue una de sus ayudantes de laboratorio, sobre todo en la preparación de manuscritos. Trabajó como asistente editorial en la Oficina de Estaciones Experimentales desde 1898 hasta 1903; luego hizo carrera como especialista en economía doméstica y fue la primera editora a tiempo completo del Journal of Home Economics. Su nieta, Catherine Merriam Atwater, hija de su hijo Charles, fue una escritora que se casó con el economista John Kenneth Galbraith.
El legado de Atwater se reconoce a través de la conferencia anual en memoria de W.O. Atwater Memorial Lecture, patrocinada por el Servicio de Investigación Agrícola del Departamento de Agricultura de Estados Unidos. Cada año se reconoce a un científico por su singular contribución a la mejora de la dieta y la nutrición en el mundo. Los documentos de Atwater y su familia se conservan en varias instituciones, y las colecciones están, en su mayoría, relacionadas con la institución que los conserva.
- Atwater Family Papers, 1778-2003 en Special Collections and Archives, Olin Library, Wesleyan University
  - Subset Atwater Family Papers, 1843-1943 en Special Collections and Archives, Wesleyan University
  - Wilbur Olin Atwater Papers, 1869-1915 en Special Collections and Archives, Wesleyan University
- Wilbur Olin Atwater Papers en Special Collections del Departamento de Agricultura de los Estados Unidos National Agricultural Library
  - Imágenes de Wilbur Olin Atwater Papers
- Wilbur Olin Atwater papers, 1869-[ca.1914], colección Nº 2223, división de Rare and Manuscript Collections, biblioteca de la Universidad Cornell
- Wilbur Olin Atwater Papers, circa 1883-1889, archivos del Instituto Smithsoniano

El laboratorio Wilbur O. Atwater de la Universidad de Connecticut lleva su nombre en su honor. El edificio alberga el Laboratorio de Diagnóstico Médico Veterinario de Connecticut.

## Más información
- Carpenter, K.J. (1994), «The 1993 W. O. Atwater Centennial Memorial Lecture. The life and times of W. O. Atwater (1844-1907).», The Journal of Nutrition (Sep 1994) 124 (9 Suppl): 1707S-1714S, PMID 8089737, doi:10.1093/jn/124.suppl_9.1707S.
- Combs, G.F. (1994), «Celebration of the past: nutrition at USDA.», The Journal of Nutrition (Sep 1994) 124 (9 Suppl): 1728S-1732S, PMID 8089740, doi:10.1093/jn/124.suppl_9.1728S.
- Darby, W.J. (1976), «Nutrition science: an overview of American genius.», Nutrition Reviews (Jan 1976) 34 (1): 1-14, PMID 765893, doi:10.1111/j.1753-4887.1976.tb05660.x.
- Galbraith, C.A. (1994), «Wilbur Olin Atwater.», The Journal of Nutrition (Sep 1994) 124 (9 Suppl): 1715S-1717S, PMID 8089738, doi:10.1093/jn/124.suppl_9.1715S.
- Pauly, P. J. (1990), «The struggle for ignorance about alcohol: American physiologists, Wilbur Olin Atwater, and the Woman's Christian Temperance Union.», Bulletin of the History of Medicine 64 (3): 366-92, PMID 2261525.
- Welsh, S. (1994), «Atwater to the present: evolution of nutrition education.», The Journal of Nutrition (Sep 1994) 124 (9 Suppl): 1799S-1807S, PMID 8089752, doi:10.1093/jn/124.suppl_9.1799S.
- Widdowson, E.M. (1987), «Atwater: a personal tribute from the United Kingdom.», The American Journal of Clinical Nutrition (May 1987) 45 (5): 898-904, PMID 3554961, S2CID 4452690, doi:10.1093/ajcn/45.5.898.
- Wilson, P.W. (1963), «Biological Nitrogen Fixation--Early American Style (Samuel W. Johnson and Wilbur O. Atwater)», Bacteriological Reviews (December 1963) 27 (4): 405-16, PMC 441202, PMID 14097349, doi:10.1128/mmbr.27.4.405-416.1963.